# Radu Comănici
Radu Comănici (n. 23 noiembrie 1952) este un fost deputat român în legislatura 2000-2004, ales în județul Constanța pe listele partidului PRM. Radu Comăneci a demisionat pe data de 18 decembrie 2000 și a fost înlocuit de către deputatul  Mircea Stoian.

## Legături externe
- Radu Comănici Arhivat în 21 februarie 2024, la Wayback Machine. la cdep.ro